# Christoph Siegmund von Holzschuher
Christoph Siegmund Holzschuher von und zu Harrlach, Vestenbergsgreuth und Thalheim (auch Christoph Siegmund Holzschuher von Harrlach); * 30. November 1729 in Nürnberg; † 12. Oktober 1779 ebenda, war ein deutscher Patrizier, Waagamtmann und Historiker.

## Leben
Holzschuher stammte aus der Familie Holzschuher von Harrlach und war der Sohn des Geheimen und Obersten Kriegsrates Karl Siegmund von Holzschuher. Christoph Siegmund von Holzschuher erhielt seine Gymnasialbildung auf dem Nürnberger Aegidianum. Von 1748 bis 1750 studierte er insbesondere Rechtswissenschaft an der Universität Göttingen. Nach einer einjährigen Bildungsreise kam er zurück nach Nürnberg. Zunächst widmete er sich den Studien im Reichsstädtischen Archiv zu Nürnberg. 1754/1755 wurde er Adjunkt beim Waag- und Zollamt der Reichsstadt, 1760/1761 erhielt er eine Anstellung als Amtmann, die er bis zu seinem Tod innehatte. 1767 legte er in dieser Funktion eine 180-seitige Schrift mit Verbesserungsvorschlägen vor.
Holzschuher kaufte 1756 Vestenbergsgreuth, um in die Reichsritterschaft aufgenommen werden zu können. Am 13. Juli 1772 wurde er schließlich, nachdem er diverse Widerstände überwunden hatte, in die Reichsritterschaft aufgenommen. Er heiratete nicht, weshalb ihm höhere Ämter in der Stadt verwehrt blieben.
Er soll sich eine sehr umfangreiche Bibliothek zusammengekauft und gesammelt haben und verfasste Werke über Götz von Berlichingen und Sebastian Schertlin von Burtenbach.

## Werke (Auswahl)
- Götz' ens von Berlichingen Fehde mit der Reichsstadt Nürnberg, wie er das Glait angreift, mit seinen Helfern in die Acht erkläret und das Vertraggeld repartiret wird, de A. 1507, 1777.
- Lebensbeschreibung des berühmten Ritters Sebastian Schärtlins von Burtenbach: Aus dessen eigenen und Geschlechts-Nachrichten vollständig hausgegeben und mit Anmerkungen und Beylagen versehen, 2 Bände, Leipzig und Frankfurt, 1777–1782.
- Deductions-Bibliothek von Teutschland: nebst dazu gehörigen Nachrichten, 4 Bände. Band 1 und 2, Leipzig und Frankfurt 1778–1779, Band 3 und 4 herausgegeben durch Johann Christian Siebenkees, Nürnberg, Bauer 1781–1782.